# Luriecq
Luriecq är en kommun i departementet Loire i regionen Auvergne-Rhône-Alpes i centrala Frankrike. Kommunen ligger i kantonen Saint-Jean-Soleymieux som tillhör arrondissementet Montbrison. År 2022 hade Luriecq 1 254 invånare.

## Befolkningsutveckling
Antalet invånare i kommunen Luriecq
| Referens: INSEE |